# Glyptothorax fuscus
Glyptothorax fuscus är en fiskart som beskrevs av Fowler, 1934. Glyptothorax fuscus ingår i släktet Glyptothorax och familjen Sisoridae. IUCN kategoriserar arten globalt som otillräckligt studerad. Inga underarter finns listade i Catalogue of Life.